# HD191044
HD191044 — подвійна зоря. 
Дана подвійна система має видиму зоряну величину в смузі V приблизно 8,2.

## Подвійна зоря
Головна зоря цієї системи належить до хімічно пекулярних зір й має спектральний клас F2.
Інша компонента має  спектральний клас F7.